# Kucły
Kucły – kolonia wsi Rakówka w Polsce, położona w województwie lubelskim, w powiecie biłgorajskim, w gminie Księżpol.
W latach 1975–1998 kolonia administracyjnie należała do województwa zamojskiego.